# Balikci
Balikci (Балыкчы Balikci en kirguís) es una ciudad con una población de unos 40.000 habitantes situada en el extremo occidental del lago Issyk-Kul, en las 42°28′N 76°11′E / 42.467, 76.183 y una elevación de unos 1900 metros. Un importante centro industrial y de transporte (procesamiento de lana y de cultivos, puerto para el lago, terminal ferroviaria, y cruce de carreteras) durante la era soviética, se perdió la mayor parte de su base económica después del colapso de la Unión Soviética y el cierre de prácticamente todas sus instalaciones industriales.
Fue nombrado Rybachye (lugar de pesca, en ruso) en 1909-1993. En la década de 1990, tras la desintegración de la Unión Soviética, la ciudad fue conocida como Issyk-Kul, tomando el nombre del lago adyacente. Poco después de la independencia, su nombre fue cambiado a Balikci lo que significa pescador en kirguís.
La carretera principal de Biskek, la capital de Kirguistán, a China, parte de la antigua Ruta de la Seda, pasa a través de Balikci antes de que comience su largo y arduo camino a través de las cordilleras alpinas de la provincia de Naryn en el centro de Kirguistán a la frontera con China en Paso de Torugart. Los planes para la vía férrea de la frontera china con Balikci, donde la línea de Biksek termina actualmente, están bajo discusión. Dos otros caminos recorrer el norte y sur de Issyk-Kul a Karakol y luego en todo el extremo oriental de la Kungey Alatau en el extremo sureste de Kazajistán.
- Datos: Q805876
- Multimedia: Balykchy / Q805876